# Turberia
Turberia ist eine Ortschaft im Departamento Potosí im südamerikanischen Andenstaat Bolivien.

## Lage im Nahraum
Turberia liegt in der Provinz Chayanta und ist ein Ort im Cantón Pocoata im Municipio Pocoata. Die Ortschaft liegt auf einer Höhe von 3933 m auf halbem Weg zwischen den Orten Colquechaca und Colca Pampa am linken, westlichen Ufer des Río Colojsa, der über den Río Chayanta und Río San Pedro zum Río Grande fließt.

## Geographie
Turberia liegt im zentralen westlichen Abschnitt der bolivianischen Cordillera Central, die sich als Teil der östlichen Anden-Kette zwischen dem Altiplano im Westen und dem bolivianischen Tiefland im Osten erstreckt. Das Klima der Region ist ein typisches Tageszeitenklima, bei dem die mittleren Temperaturen im Tagesverlauf stärker schwanken als im Jahresverlauf.
Die Jahresdurchschnittstemperatur im langjährigen Mittel liegt bei etwa 4 °C (siehe Klimadiagramm Colquechaca), die Monatswerte bewegen sich zwischen 0 °C im Juni/Juli und 6 °C von November bis Januar. Die jährliche Niederschlagsmenge beträgt 460 mm, von Mai bis August herrscht eine Trockenzeit von monatlich weniger als 5 mm Niederschlag, während die Niederschlagshöhe im Januar und Februar etwa 100 mm erreicht.

## Verkehrsnetz
Turberia liegt in einer Entfernung von 185 Straßenkilometern nördlich von Potosí, der Hauptstadt des Departamentos.
Von Potosí aus führt die Nationalstraße Ruta 1 in nordwestlicher Richtung bis Cruce Culta (früher: Ventilla) und weiter über Oruro Richtung La Paz und den Titicacasee. In Cruce Culta zweigt eine Landstraße nach Norden ab und erreicht nach 38 Kilometern die Ruta 6, zwei Kilometer nördlich der Ortschaft Macha. Von Macha aus führt eine unbefestigte Landstraße nach Nordosten den Río Jachcha Kallpa aufwärts, überquert den Fluss nach acht Kilometern, und erreicht nach insgesamt 20 Kilometern das 600 Meter höher gelegene Colquechaca. Von dort sind es noch einmal vierzehn Kilometer in nördlicher Richtung bis Turberia.

## Bevölkerung
Die Einwohnerzahl des Ortes ist in dem Jahrzehnt zwischen den beiden letzten Volkszählungen auf mehr als das Doppelte angestiegen:
| Jahr | Einwohner         | Quelle       |
| ---- | ----------------- | ------------ |
| 1992 | keine Detaildaten | Volkszählung |
| 2001 | 99                | Volkszählung |
| 2012 | 216               | Volkszählung |
| 2024 |                   | Volkszählung |